# Black Cherry
Black Cherry é o quinto álbum da cantora japonesa Koda Kumi. O álbum foi lançado em 3 edições, CD, CD+DVD, CD+2DVDs. O primeiro DVD inclui todos os clipes lançados após a compilação Best ~second session~, e o segundo dvd acompanha um curta metragem estrelado por Koda Kumi intitulado Cherry Girl. O curta metragem foi produzido pela mesma equiper que produziu o dorama "Busu no Hitomi ni Koishiteru" (que tinha Koi no Tsubomi como música tema). A primeira prensagem do álbum acompanhava 3 faixas bônus: "Twinkle", "GO WAY!!" e "WON'T BE LONG ~Red Cherry Version~" e também trazia um código de acesso especial para o site oficial, em que a pessoa tinha chance de ganhar brindes, e assistir os bastidores dos clipes do álbum. A música 'Milk Tea' é a primeira música completamente composta por Koda Kumi lançada em um CD.
O álbum chegou ao primeiro lugar na Oricon Albums Chart, ficando na parada por sessenta semanas e sendo o primeiro da cantora a alcançar o topo. Em 2007, a Avex divulgou que Black Cherry vendeu 1,460,000 cópias no Japão.

## Faixas
| N.º | Título                                       | Letras                   | Música                                                                          | Duração |  |
| 1.  | "INTRODUCTION"                               | Daisuke "D.I" Imai       | Daisuke "D.I" Imai                                                              | 1:24    |  |
| 2.  | "Get Up & Move!!"                            | Daisuke "D.I" Imai       | Daisuke "D.I" Imai                                                              | 3:22    |  |
| 3.  | "Ningyo Hime" (人魚姫; Princesa Sereia)      | Kumi Koda                | Miki Watanabe                                                                   | 4:25    |  |
| 4.  | "Yume No Uta" (夢のうた; Canção dos Sonhos)  | Kumi Koda                | Hiroo Yamaguchi                                                                 | 4:43    |  |
| 5.  | "Tsuki To Taiyou" (月と太陽; Da Lua ao Sol)  | Kumi Koda, Yoko Kuzuya   | Octopussy, Yoko Kuzuya                                                          | 4:01    |  |
| 6.  | "Puppy"                                      | Kumi Koda                | Miki Watanabe                                                                   | 4:03    |  |
| 7.  | "Koi No Tsubomi" (恋のつぼみ; Broto do Amor) | Kumi Koda                | Yusuke Kato                                                                     | 4:06    |  |
| 8.  | "WON'T BE LONG ～Black Cherry Version～"     | Bro. Korn                | Bro. Korn                                                                       |         |  |
| 9.  | "JUICY"                                      | Yo Taira                 | STY                                                                             | 4:29    |  |
| 10. | "Candle Light"                               | Kumi Koda                | Yoko Kuzuya                                                                     | 3:16    |  |
| 11. | "Cherry Girl"                                | Kumi Koda                | Curtis A.Richardson, Charlene Gilliam, Andreao "Fanatic" Heard & Sherrod Barnes | 3:55    |  |
| 12. | "I'll be there"                              | Kumi Koda                | Shintaro Hagiwara                                                               | 4:15    |  |
| 13. | "Unmei" (運命; Destino)                      | Kumi Koda                | Hirofumi Hibino                                                                 | 4:21    |  |
| 14. | "With your smile"                            | Kumi Koda                | Tohru Watanabe                                                                  | 4:15    |  |
| 15. | "Miruku Tii" (ミルクティー; Chá com leite)   | Kumi Koda                | Kumi Koda                                                                       | 2:35    |  |
| 16. | "Twinkle ～English Version～"                | Kumi Koda, Sachi Bennett | H-wonder                                                                        | 3:52    |  |
| 17. | "GO WAY!!"                                   | Kumi Koda                | Hiroshi Komatsu                                                                 | 4:30    |  |
| 18. | "WON'T BE LONG ～Red Cherry Version～"       | Bro. Korn                | Bro. Korn                                                                       | 5:11    |  |

DVD 1
1. 恋の蕾
2. Juicy
3. With Your Smile
4. I'll Be There
5. 人魚姫
6. 夢のうた
7. Cherry Girl
8. 運命
9. Twinkle (feat. Show)
10. Premium Making

DVD 2
Nota: Este DVD apenas vem com a edição limitada.
1. "Cherry Girl" Drama

Estrelando:
Kumi Koda
Megumi
Ito Yuko
Takeda Shinji
Hoshino Mari
Hamada Mari
Escrito por Suzuki Osamu
1. "Cherry Girl" pamphlet